# Waltraut Bleiber
Waltraut Bleiber (* 21. Mai 1926 in Nehesdorf als Waltraut Petrick) ist eine deutsche Mittelalterhistorikerin.

## Leben
Waltraut Bleiber arbeitete nach der Volksschule 1940 bis 1941 zunächst in der Landwirtschaft, daran schloss sich bis 1944 eine Lehre als Buchhalterin an. Nach dem Zweiten Weltkrieg besuchte sie zwei Jahre lang die Arbeiter-und-Bauern-Fakultät, wo sie auch das Abitur ablegte. 1950 begann Bleiber mit dem Studium der Geschichte an der Humboldt-Universität zu Berlin (HUB). Im Juli 1962 wurde sie bei Frithjof Sielaff und Eckhard Müller-Mertens mit einer Arbeit zum Thema Untersuchungen zur Lage kirchlichen Grundbesitzes in Ostfranken, Westfranken und Lothringen vom Abschluss des Vertrages von Verdun bis zum Anfang des 11. Jahrhunderts promoviert. Seit Februar 1972 lehrte Bleiber als Hochschuldozentin für Allgemeine Geschichte des Mittelalters an der HUB. Die Promotion B erfolgte im November 1976 mit der Arbeit Naturalwirtschaft und Ware-Geld-Beziehungen zwischen Somme und Loire während des 7. Jahrhunderts, Gutachter waren neben Müller-Mertens Bernhard Töpfer und Johannes Schneider. 1986 wurde Bleiber pensioniert. Sie wurde vom Ministerium für Staatssicherheit der DDR als Gesellschaftlicher Mitarbeiter für Sicherheit geführt. Sie beschäftigte sich vorrangig mit der Geschichte des Frankenreiches, insbesondere der Merowinger, was für Historiker in der DDR ein eher ungewöhnliches Betätigungsfeld war.

## Schriften
- mit Bernhard Töpfer: Lehrbrief zum Studium der Geschichte des Mittelalters bis 1500, Humboldt-Universität, Berlin 1958/59 (mehrfache Auflagen, auch von der Pädagogischen Hochschule Potsdam).
- Naturalwirtschaft und Ware-Geld-Beziehungen zwischen Somme und Loire während des 7. Jahrhunderts, Akademie, Berlin 1981 (= Forschungen zur mittelalterlichen Geschichte. Band 27).
- Das Frankenreich der Merowinger. DVW, Berlin 1988, ISBN 3-326-00329-3 (auch als westdeutsche Lizenzausgabe bei Böhlau).

## Belege
1. ↑  Lothar Mertens: Das Lexikon der DDR-Historiker. Saur, München 2006, ISBN 978-3-598-11673-5, S. 142.
2. ↑  Ilko-Sascha Kowalczuk: Geschichte als Legitimationsinstanz. Marxistisch-leninistische Geschichtswissenschaft in der DDR, In: Isolde Stark (Hrsg.): Elisabeth Charlotte Welskopf und die Alte Geschichte in der DDR. Beiträge der Konferenz vom 21. bis 23. November 2002 in Halle/Saale. Stuttgart 2005. S. 12–41

| Personendaten    | Personendaten                    |
| ---------------- | -------------------------------- |
| NAME             | Bleiber, Waltraut                |
| ALTERNATIVNAMEN  | Petrick, Waltraut (Geburtsname)  |
| KURZBESCHREIBUNG | deutsche Mittelalterhistorikerin |
| GEBURTSDATUM     | 21. Mai 1926                     |
| GEBURTSORT       | Nehesdorf                        |